# IC 2333
IC 2333 је појединачна звијезда у сазвјежђу Рак која се налази на листи објеката дубоког неба у Индекс каталогу.
Деклинација објекта је + 19° 4' 54" а ректасцензија 8h 23m 1,0s.